# Rutan Boomerang
Rutan Model 202 Boomerang je dvomotorno eksperimentalno asimetrično športno letalo, ki ga je zasnoval ameriški konstruktor Burt Rutan. Boomerang je eno izmed redkih asimetričnih letal.  Ima uvlačljivo pristajalno podvozje tip tricikel. V primeru odpovedi motorja (kateregakoli) je sorazmerno lahko krmarljiv.
Boomerang lahki leti hitreje in bolj daleč kot njegov dvomotorni konkurent Beechcraft Baron 58, kljub temu da ima Baron močnejše motorje. Sicer Boomerang ni vstopil v serijsko proizvodnjo.

## Tehnične specifikacije
Podatki iz Air&Space Magazine September 2012
Splošne karakteristike
- Posadka: 1 pilot
- Število sedežev: 4 potnikov (ali 1000 lb tovora)
- Dolžina: 30 ft 8 in (9,36 m)
- Razpon kril: 36 ft 8 in (11,12 m)
- Višina:  ()
- Površina kril: 102 ft² (9,5 m²)
- Vitkost: 13,2
- Teža praznega letala: 2359 lb (1070 kg)
- Maks. vzletna teža: 4189 lb (1900 kg)
- Pogon letala: 1 ×  4-valjni zračnohlajeni protibatni motor Lycoming TIO-360-A1B in 1x Lycoming TIO-360-C1A6D, 200 + 210 KM (149 + 157 kW)

 Zmogljivost 
- Maks. hitrost: 311 mph (530 km/h, 270 vozlov)
- Potovalna hitrost: 250 mph (402 km/h, 217 vozlov) na FL155, 47% moč (največji dolet)
- Hitrost porušitve vzgona: 80 mph (130 km/h, 70 vozlov)
- Doseg: 2362 milj (3780 km)
- Hitrost vzpenjanja: 1900 ft/min (579 m/min)

Letalska elektronika

2011 upgrade :
- Garmin GMA 350
- Garmin GTN 750 WAAS GPS NAV/Comm.
- Garmin GTX 327 Transponder
- UAV Navigation EFIS EFIS zaslon na dotik.
- Bertucci Display
- AuRACLE 2120
- iPad 2 s ForeFlight Mobile HD (VFR/IFR zemljevidi, informacije o letališčih)